# Гиорги III од Грузије
Гиорги III од Грузије (?, ? — 27. март 1184) био је грузијски владар из династије Багратиони у периоду од 1156. до своје смрти 1184. године. Период његове владавине сматра се златним грузијским добом. Било је то Доба царства, дипломатских и војних успеха, великих наука, те културног, духовног и уметничког процвата. Уз његовог деду Давида IV, сматра се најважнијим краљем средњовековне Грузије.

## Владавина
Наследио је свог оца Деметриуса I на грузијском престолу 1156. године. Он је променио читаву очеву одбрамбену политику у офанзивнију и агресивнију против суседних селџучких владара у Јерменији. Чим је дошао на престо, повео је успешне походе против селџучког султаната Ахлат (држава Шах Арменида). Заузео је и припојио јерменске градове Ани и Двин у периоду 1161-1162. Међутим, селџучки противнапади натерали су га да преда Ани муслиманском владару у подаништво. Град је коначно укључен у Грузијско краљевство 1173. године.
1177. године, високо феудално племство ковало је уроту против краља. Циљ им је био да поставе принца Демну, краљевог синовца, за краља. Будући да је био син Гиоргијевог старијег брата Давида V, Демна се сматрао легитимним претедентом на грузијскипресто. Гиорги је морао да побегне у Тбилиси. Како су уротници оклевали да нападну град, Гиорги је успео да придобије своје старе пријатеље за себе. Од туркијског номадског народа Кумани (Половци) је добио велику помоћ и подршку. Тако надмоћни, осудили су побуњенике на неуспех. Гиоргијева освета према њима била је окрутна. Сви су погубљени.
Како није имао мушких потомака, 1178. године изабрао је своју кћер Тамару прво као савладара, а потом и наследницу након његове смрти, а све то, како би избегао било какве спорове око престоља након његове смрти. Да би то постигао, Цркви је дао привилегију ослобођења од плаћања пореза.
Сахрањен је у манастиру Гелати у западној Грузији.

## Титула
Свевишњи Краљ Гиорги, по вољи Господина нашега, Краљ краљева Абхазије, Картвела, Иранаца, Какећана и Арменаца, Ширванша и Шаханша и Господар свега на Истоку и на Западу.

## Породично стабло
|  |                           |  |  |  |  |  |  |  |  |  |  |  |  |  |  |  |
|  | 2. Demetrius I of Georgia |  |  |  |  |  |  |  |  |  |  |  |  |  |  |  |
|  |                           |  |  |  |  |  |  |  |  |  |  |  |  |  |  |  |
|  |                           |  |  |  |  |  |  |  |  |  |  |  |  |  |  |  |
|  | 1. Гиорги III од Грузије  |  |  |  |  |  |  |  |  |  |  |  |  |  |  |  |
|  |                           |  |  |  |  |  |  |  |  |  |  |  |  |  |  |  |
|  |                           |  |  |  |  |  |  |  |  |  |  |  |  |  |  |  |

## Спољашне везе
- Уједињење феудалне Грузије
- Династија Багратиони